# Пурі бхаджі
Пурі бхаджі (пенджаб. ਪੂਰੀ ਭਾਜੀ) — традиційний вегетаріанський сніданок країн Індостану. За різними відомостями походить з Махараштри або Уттар-Прадеш.

## Приготування
Складається з пурі (підсмаженого хліба) та алоо бхаджі (картоплі зі спеціями). В пурі під час приготування в низки штатів Індії додають перемелені ажгон і фенхель. Картопля зазвичай смажена або у вигляді своєрідних чипс. Усе готується у великій кількості масла та олії.

## Вживання
Деякі подають його на обід разом дахі (йогурт) та салатом. Пурі бхаджі також можна подати з халвою з манної крупи(сужі). У центральній Індії пурі бхаджі подають як вуличну закуску. На свята пурі бхаджі подають з гухні (каррі з нуту).